# Walter Eucken
Walter Eucken (Jena, 1891 – Londra, 1950) è stato un economista tedesco.
Figlio del filosofo Rudolf Christoph Eucken (premio Nobel per la letteratura nel 1908), fu docente all'università di Tubinga dal 1925 e all'università di Friburgo dal 1927.
Nel 1938 volle partecipare al colloquio Walter Lippmann, ma la partenza fu impedita dallo stato nazista.
Nel 1940 fondò la rivista Ordo ed è considerato il padre della corrente neoliberale detta (dal nome della rivista) ordoliberalismo.